# Stichting Drentse Boerderijen
De Stichting Drentse Boerderijen is een stichting die het culturele erfgoed in de Nederlandse provincie Drenthe, waaronder zeker ook de boerderijen vallen, voor iedereen veilig wil stellen.
Historische boerderijen en erven geven het Drentse landschap een eigen karakter. Steeds meer boerderijen verliezen hun functie en daarmee dreigt telkens weer een stukje cultuur en historie te verdwijnen. De Stichting Drentse Boerderijen huldigt de mening dat ook boerderijen die geen agrarische functie meer hebben, essentieel zijn voor het Drentse landschap en dat ze een belangrijke bijdrage kunnen leveren aan de vernieuwing op het platteland. De Stichting Drentse Boerderijen wil bijdragen aan het behoud van deze boerderijen en hun cultuurhistorische en landschappelijke waarde. Er wordt dan ook gewerkt aan de mogelijkheden de gebouwen een nieuwe vorm en functie te geven.
De stichting Het Drentse Landschap behartigt de belangen van de Stichting Drentse Boerderijen.